# Коттерилл, Дэвид
Дэ́вид Рис Джордж Бест Ко́ттерилл (англ. David Rhys George Best Cotterill; 4 декабря 1987, Кардифф, Уэльс) — валлийский футболист, вингер. Выступал за сборную Уэльса. Участник чемпионата Европы 2016 года.

## Клубная карьера
Коттерилл — воспитанник клуба «Бристоль Сити». В 2005 году он дебютировал за команду в первой лиге при Брайане Тиннионе. В 2006 году Дэвид перешёл в «Уиган Атлетик». Сумма трансфера составила 3,2 млн. фунтов. 9 сентября в матче против «Портсмута» он дебютировал в английской Премьер-лиге. 6 декабря в поединке против «Вест Хэм Юнайтед» Коттерилл забил свой первый гол за клуб. В 2008 году он на правах аренды перешёл в «Шеффилд Юнайтед». По её окончании клуб выкупил права на Коттерилла за 2,6 млн. фунтов. 1 марта 2009 года в матче против «Бирмингем Сити» Дэвид забил свой первый гол за «Шеффилд».
Летом того же года он перешёл в «Суонси Сити». 28 ноября в матче против «Ньюкасл Юнайтед» Коттерилл дебютировал за новый клуб. 6 февраля 2010 года в поединке против «Престон Норт Энд» Дэвид забил свой первый гол за «Суонси». В начале 2011 года Коттерилл на правах аренды перешёл в «Портсмут». 19 февраля в матче против «Барнсли» он дебютировал за новую команду. 26 февраля в поединке против «Ипсвич Таун» Дэвид забил свой первый гол за «Портсмут».
В начале 2012 года Коттерилл присоединился к «Барнсли». 21 февраля в матче против «Бирмингем Сити» он дебютировал за новый клуб. 24 марта в поединке против «Петерборо Юнайтед» Дэвид забил свой первый гол за «Барнсли». Летом того же года он на правах свободного агента подписал соглашение с «Донкастер Роверс». 18 августа в матче против «Уолсолл» Дэвид дебютировал за новую команду. В этом же поединке он забил свой первый гол за «Донкастер».
Летом 2014 года Коттерилл перешёл в «Бирмингем Сити». 16 августа в матче против «Брайтон энд Хоув Альбион» он дебютировал за новый клуб. 27 сентября в поединке против «Фулхэма» Дэвид забил свой первый гол за «Бирмингем». В начале 2017 года он на правах полугодовой аренды вернулся в «Бристоль Сити».
В начале 2018 года Коттерилл перешёл в индийский «Атлетико Калькутта».
В декабре 2018 года признался в алкогольной зависимости.

## Международная карьера
12 октября 2005 года в отборочном матче чемпионата мира 2006 против сборной Азербайджана Коттерилл дебютировал за сборную Уэльса, заменив во втором тайме Райана Гиггза. 11 августа 2010 года в товарищеском матче против сборной Люксембурга Дэвид забил свой первый гол за национальную команду.
Летом 2016 года Дэвид в составе сборной принял участие в чемпионате Европы во Франции. На турнире он был запасным и на поле не вышел.

### Голы за сборную Уэльса
| #   | Дата            | Место                            | Противник  | Результат | Счёт | Соревнование                       |
| --- | --------------- | -------------------------------- | ---------- | --------- | ---- | ---------------------------------- |
| 01. | 11 августа 2010 | Парк и Скарлетс, Лланелли, Уэльс | Люксембург | 1:0       | 5:1  | Товарищеский матч                  |
| 02. | 13 октября 2014 | Кардифф Сити, Кардифф, Уэльс     | Кипр       | 1:0       | 2:1  | Чемпионат Европы 2016 квалификация |